# Boskapokmees
De boskapokmees (Anthoscopus flavifrons) is een zangvogel uit de familie Remizidae (buidelmezen).

## Verspreiding en leefgebied
Deze soort komt voor in westelijk en centraal Afrika en telt drie ondersoorten:
- A. f. waldronae: van Liberia tot Ghana.
- A. f. flavifrons: van zuidoostelijk Nigeria en zuidelijk Kameroen tot noordelijk Congo-Kinshasa en Gabon.
- A. f. ruthae: oostelijk Congo-Kinshasa.

## Status
De grootte van de populatie is niet gekwantificeerd maar de soort wordt omschreven als zeldzaam tot schaars. Op de Rode lijst van de IUCN heeft deze soort de status niet bedreigd.